# Ruth Gavison
Ruth Gavison (Jerusalén, Mandato británico de Palestina; 28 de marzo de 1945-Jerusalén, Israel; 15 de agosto de 2020) fue una abogada, activista por los derechos humanos, académica y escritora israelí. Durante años fue la Presidenta del Instituto de Democracia de Israel.

## Primeros años
Nació en Jerusalén en 1945 en una familia judía sefardí. Cursó estudios en 1970 de grado en Derecho en la Universidad Hebrea de Jerusalén y posteriormente en Filosofía y Economía en la misma universidad. Mientras realizaba estos últimos, también cursó una maestría en Derecho. En 1971 se mudó al Reino Unido para realizar un doctorado en  Filosofía del Derecho en la Universidad de Oxford.

## Trayectoria
Al retornar a Israel, se unió al plantel docente de la Universidad Hebrea de Jerusalén, en donde fue nombrada como profesora titular en 1990. Fue profesora visitante en la Universidad de California del Sur y la Universidad de Princeton, así como también presidenta del Instituto de Democracia de Israel. En la academia, realizó trabajos relacionados con los Derechos Humanos, la formación del Estado, la religión y la identidad israelí. La Universidad Hebrea de Jerusalén le otorgó el Premio del Rector a la enseñanza y la investigación. En el ámbito de la sociedad civil, presidió la Asociación por los Derechos Civiles en Israel. Escribió y publicó artículos en numerosos medios israelíes. En sus trabajos apoyó la Solución de dos Estados basada en la Resolución 181 de las Naciones Unidas y la búsqueda de una posición intermedia en cuanto a la influencia de la religión en el Estado para así reducir la grieta entre la población judía y la no judía de Israel.
En el 2005 fue considerada por el Ministerio de Justicia para ocupar un lugar en la Corte Suprema de Israel, pero fue vetada por el presidente Aharon Barak. En 2006, integró la Comisión Winograd que analizó la actuación del gobierno israelí en la Segunda Guerra del Líbano. En 2013, el Gobierno de Israel la designó para realizar un borrador de una enmienda constitucional en la que se definía «qué significa exactamente que Israel sea un estado judío y democrático». Esto produjo fuertes críticas por su posición moderada en la que busca un compromiso para la consolidación del Estado de Israel.
En 2011 ganó el Premio Israel en Derecho y en 2015 fue designada como miembro de la Academia Israelí de Ciencias y Humanidades.
Falleció el 15 de agosto de 2020 a los setenta y cinco años.

## Premios y reconocimientos
- Premio Zeltner, 1997.[15]
- Premio de la Bar Association, 1998.[15]
- Premio Avi Chai, 2001.[15]
- Premio Jerusalén a la tolerancia, 2002.[15]
- Premio EMET, 2003.[15]
- Doctora honoraris causa del Jewish Theological Seminar, Nueva York, 2003.[15]
- Hashin Prize, 2009.[15]
- Doctora honoris causa de la Universidad de Bar Ilan, 2009.[15]
- Premio Israel 2011.[16][17]